# Sárhida
Sárhida è un comune dell'Ungheria di 812 abitanti (dati 2001). È situato nella contea di Zala.